# Малков, Леонид Михайлович
Леонид Михайлович Малков (13 ноября 1925 — 15 апреля 1998) — передовик советского сельского хозяйства, председатель колхоза "Сущевский" Костромского района Костромской области, Герой Социалистического Труда (1971).

## Биография
Родился 13 ноября 1925 года в селе Жарки Костромской губернии в крестьянской русской семье. В 1938 году, окончив обучение в шести классах сельской школы, начал свою трудовую деятельность в сельскохозяйственной артели местного колхоза "Заря коммунизма". Работал до призыва в Красную Армию в феврале 1943 года.  
Участник Великой Отечественной войны. Боевой путь начал в 206-м зенитном полку, позже воевал в разведывательной роте в составе 26-й гвардейской дивизии на 1-м Прибалтийском фронте. После тяжёлого ранения, в феврале 1944 года был комиссован и вернулся в родные края. 
До марта 1946 года работал простым колхозником в колхозе "Заря коммунизма", а после трудился завхозом артели "Красный столяр". С февраля 1948 года стал возглавлять животноводческие хозяйства разных колхозах и совхозах. В ноябре 1963 года был избран председателем колхоза "Сущевский" Костромского района Костромской области. В декабре 1972 года был переименован в колхоз 50-летия СССР. 35 лет был бессменным руководителем этого хозяйства. Добивался значительных производственных показателей, был в числе первых в Костромской области. Получал по 40 центнеров зерновых и по 200 центнеров картофеля ежегодно вне зависимости от погодных условий.  
Указом Президиума Верховного Совета СССР от 8 апреля 1971 года за выдающиеся успехи достигнутые в развитии сельскохозяйственного производства и выполнении пятилетнего плана продажи государству продуктов земледелия и животноводства Леониду Михайловичу Малкову присвоено звание Героя Социалистического Труда с вручением ордена Ленина и золотой медали «Серп и Молот».
За время его руководства колхозом были построены два животноводческих комплекса, картофелехранилище, кормокухня, Дом культуры, комбинат бытового обслуживания, столовая, магазины, жилые дома для работников. 
С февраля 1962 член КПСС, избирался депутатом Верховного Совета РСФСР 9-го, 10-го, 11-го созывов, делегат XXIV и XXVII съездов КПСС.
Проживал в селе Сущёво Костромского района. Умер 15 апреля 1998 года. Похоронен на сельском кладбище. 

## Награды
За трудовые успехи удостоен:
- золотая звезда «Серп и Молот» (8 апреля 1971)
- два ордена Ленина (30 апреля 1966, 8 апреля 1971)
- Орден Отечественной войны I степени (11 марта 1985)
- Орден Трудового Красного Знамени (13 марта 1981)
- Почётная грамота Правительства Российской Федерации (9 ноября 1995) — за большой личный вклад в развитие сельского хозяйства Костромской области
- другие медали.

## Память
- В память о Герое, в Костромской области были учреждены три стипендии студентам и учащимся сельскохозяйственных учебных учреждений.